# Rosendo Izquierdo
Rosendo Izquierdo Ramírez es un pelotari mexicano nacido en Ecatepec, Estado de México el 16 de octubre de 1944. Durante los Juegos Olímpicos de México 1968 se hizo con la medalla de bronce en la especialidad de pelota mano junto a Ismael Hernández, Víctor Rivero y Raymundo Tovar. Para el Campeonato del Mundo de Pelota Vasca de 1970, obtuvo la medalla de bronce en la especialidad de mano parejas junto a Raymundo Tovar. En el Campeonato del Mundo de Pelota Vasca de 1978, obtuvo la medalla de bronce en la especialidad de mano parejas junto a su hermano Alfonso Izquierdo. 